# Northern Kings
Northern Kings este o formație de rock finlandeză, înființată în 2007 la Finland.

## Discografie

### Albume de studio
- Reborn  (2007)
- Rethroned  (2008)

### Single-uri
- We Don't Need Another Hero  (2007)
- Hello  (17. joulukuuta 2007)
- Kiss From a Rose  (2008)
- Lapponia (2010)